# 安东诺夫卡河
安东诺夫卡河（俄语：Река Антоновка），前称西南岔河（俄语：Река Синанча, Река Силенча），在小岭岔村附近由左西南岔河、中西南岔河和小岭岔河汇成，是滨海边疆区丘古耶夫卡区的河流，长6.6公里，流域面积336平方公里，在距河口83公里处注入帕夫洛夫卡河。1972年更为现名。

## 引用
1. ↑  А·П·穆拉诺夫. . 列宁格勒: 气象出版社. 1966 （俄语）.
2. ↑  . 列宁格勒: 气象出版社 （俄语）.
3. ↑  Т·А·基谢尔科瓦娅. . 列宁格勒: 气象出版社. 1977 （俄语）.
4. ↑  . 国家水登记处.   [2024-08-18]. （原始内容存档于2024-08-18） （俄语）.
5. ↑   (PDF). www.vladcity.com. （原始内容 (PDF)存档于2011-07-17）.